# Oratorio di San Bartolomeo Apostolo
L'oratorio di San Bartolomeo Apostolo si trova nei pressi di Villa Tavanara (già Corte della Santa Casa della Misericordia), in un crocevia di tre strade immerso nella campagna tra il comune di Nogara e quello di Sanguinetto, in provincia di Verona.

## Storia

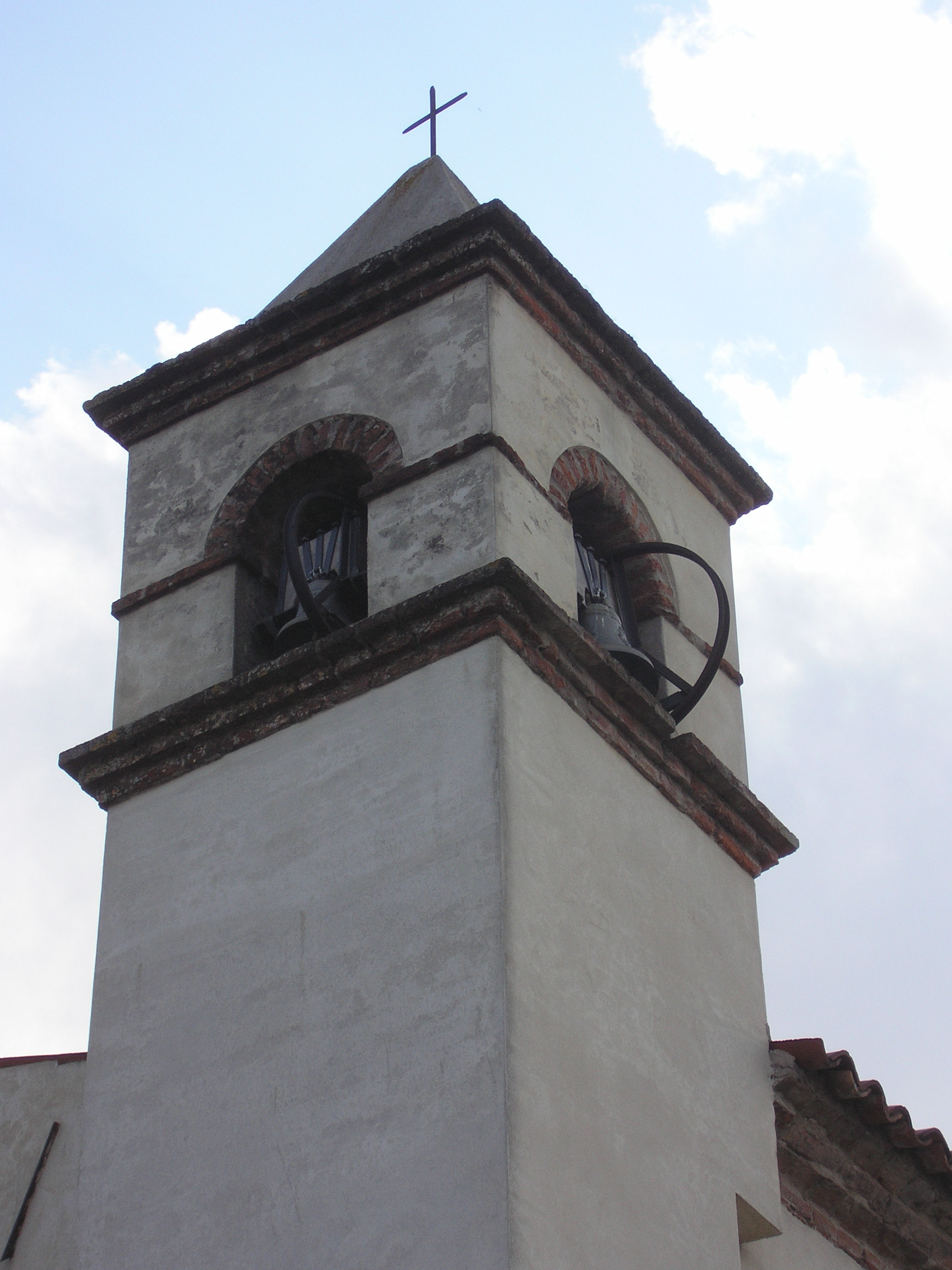
Il campanile

Il testamento del 1471 del 23 ottobre di Donato Bovo è la prima testimonianza che riguarda l'oratorio di Tavanara. Nel 1520 il doge Loredan istituì il nosocomio denominato Santa Casa di Misericordia nella città di Verona. Nel 1524 il conte Provolo Giusti lasciò alla casa della misericordia un lascito consistente. Si trattava di un fondo rustico situato a Tavanara di Nogara. Nel lascito era previsto l'obbligo di costruire un oratorio dedicato a San Bartolomeo. Nella seconda metà del Seicento la Santa Casa della Misericordia deteneva diversi possedimenti tra Nogara e Sanguinetto: 537 campi divisi in tre possessioni e, tra queste, quella di Tavanara con 250 campi, la corte e l'oratorio di San Bartolomeo. 
Dell'oratorio si parla pure in epoche successive come in un documento del 1745, che cita in particolare una pezza arativa appartenente al comune di Nogara, in località Tavanara detta Broleto con sopra la chiesa della Santa Casa della Misericordia. Nello stesso anno incominciarono i lavori di ristrutturazione della primitiva cappella invariata per oltre tre secoli e di dimensioni modeste. Il 30 marzo del 1746 a Concamarise fu firmato il contratto di affidamento dell'opera al maestro Carlo Parmesan. Nel 1747 viene ultimata la ricostruzione della chiesa senza l'autorizzazione della curia vescovile. La curia tramite il Vescovo Giovanni Bragadino concesse la licenza il 18 agosto 1749, dopo una ricognizione effettuata dall'arciprete di Nogara don Ignazio Avesani. Originariamente nessun dipinto ornava le pareti dell'edificio: solo successivamente la Santa Casa di Misericordia acquistò dalla signora Laura Bonetto Maves la pala d'altare sulla quale era dipinta la Santissima Annunciazione, San Bartolomeo e San Francesco d'Assisi. 
Non sono giunte notizie circa l'epoca di erezione del campanile, che ancora oggi fa parte della struttura. L'inventario del 1568 fa intuire l'esistenza di un campaniletto "a vela"; tutti gli altri documenti fino 1795 registrano solamente una campanella sopra i tetti della vicina casa padronale. Il campanile, probabilmente eretto nell'Ottocento, era dotato di una piccola campana che non solo chiamava i fedeli alle funzioni religiose ma scandiva, nell'arco della giornata, i vari momenti dei lavori agricoli. Questa campana sottratta da ignoti scomparve negli anni 1990. 
Nel 1813 la Corte di Tavanara insieme all'Oratorio San Bartolomeo appartiene ancora alla Santa Casa di Misericordia, solo successivamente passerà all'Ospedale Civico di Verona. L'edificio sacro, bisognoso di riparazioni improrogabili, venne chiuso al culto in attesa di poterle eseguire. Non è noto il preciso periodo in cui vennero effettuati gli interventi di riparazione, ma il restauro fu effettuato all'inizio dell'Ottocento. L'Oratorio fu aperto nuovamente al culto fino agli anni sessanta del Novecento per poi rimanere chiuso al pubblico. 
Caduto in stato di totale abbandono a causa della mancata cura e custodia degli ex proprietari Bruno Cogoli e Maria Teresa Cogoli, la chiesetta fu completamente spogliata di ogni suo arredo e di un importante altare proveniente dalla ex chiesa parrocchiale di Sanguinetto. Inoltre con il tetto sfondato e le imposte divelte si stava avviando verso una non improbabile demolizione. Fortunatamente, grazie all'interessamento di Armando Trevisani, la chiesetta è stata oggetto di un accurato restauro durante il quale sono stati rinvenuti lacerti di affreschi. Concetto ribadito più volte dall'allora Parroco di Nogara, Don Gino Meggiorini, che così scriveva: "Il merito di aver ideato ed avviato questo recupero è del Signor Armando Trevisani e della Fondazione da Lui voluta e creata e che si è costituita, con atto notarile, in data 28 luglio 2005". Per l'intero arco di tempo relativo ai lavori di restauro dell'edificio sacro, la Fondazione è stata retta e presieduta con esemplarità ed impegno dal Signor Arnaldo Trevisani.
Il restauro architettonico degli anni 2005 - 2007 è stato curato dagli architetti Libero Cecchini, Federico Maria Cetrangolo, Nicoletta Forigo, Alberto Sartori e da Anna Malavolta. Al finanziamento dell'opera di recupero hanno contribuito istituti di credito, enti pubblici, ditte private, artigiani e privati cittadini.

## Descrizione
L'oratorio, dedicato a Bartolomeo apostolo, presenta una semplice facciata costituita da due lesene doriche, la cui funzione è quella di sorreggere un timpano triangolare avente per apice una croce in ferro. Il portale è in pietra lavorata ed è sormontato da una lunetta spezzata. La torre campanaria si trova sull'angolo sinistro della cappella. Le quattro campane, posizionate alle quattro finestre del campanile, sono decorate con immagini sacre sbalzate nel bronzo ispirate al tema fondamentale della Resurrezione. Le quattro coppie di immagini che si leggono sulle quattro campane sono: Cristo Risorto e il Santo Papa Giovanni XXIII; la Beata Vergine del Rosario e il Santo Papa Giovanni Paolo II; San Bartolomeo Apostolo e Santa Teresa di Lisieux; gli Angeli Custodi e la Santa Madre Teresa di Calcutta.
Nel'abside è possibile ammirare due affreschi rinvenuti a seguito della caduta dell'intonaco che li ricopriva. Il più antico sta sulla sinistra e raffigura l'apostolo San Bartolomeo, riconoscibile dalla lama che stinge in pugno, simbolo caratteristico del suo martirio. L'opera fu eseguita da un pittore anonimo del primo Cinquecento. Di epoca più tarda, fine 1600, è l'affresco che occupa il centro dell'abside ed è attribuito al pittore veronese Bernardo Muttoni. Il soffitto del presbiterio è ornato da un affresco, di pittore anonimo, e raffigura un Angelo Nunziante che spiga le ali su un cielo color blu cobalto.